# Olyra longifolia
Olyra longifolia är en gräsart som beskrevs av Carl Sigismund Kunth. Olyra longifolia ingår i släktet Olyra och familjen gräs. Inga underarter finns listade i Catalogue of Life.